# Southland Plains

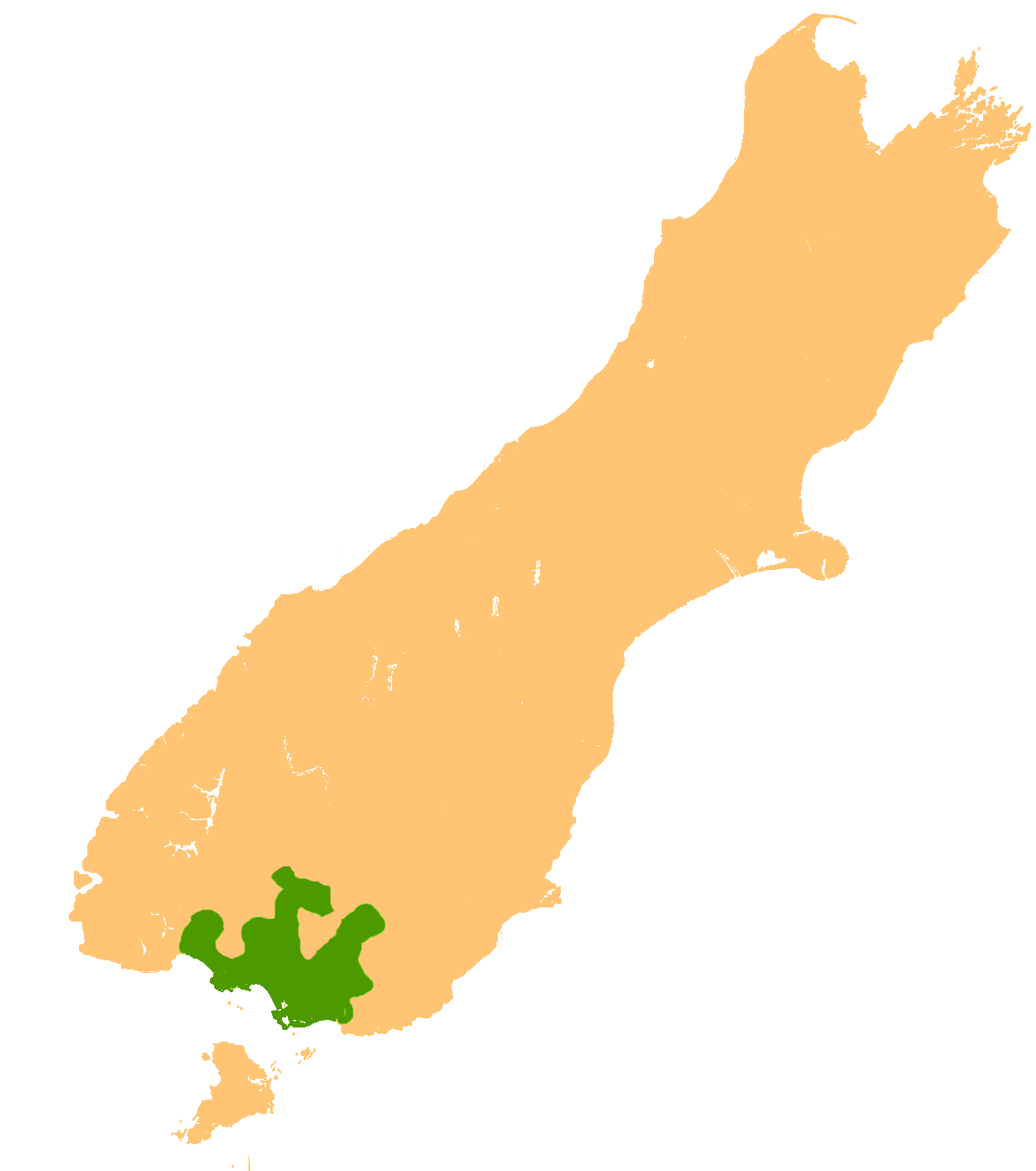
Lage der Southland Plains auf der Südinsel Neuseelands

Die Southland Plains ist der Name eines großen Tieflandes im  Süden der Südinsel Neuseelands. Sie wird im Norden von den Hokonui Hills begrenzt und umfasst einen beträchtlichen Teil Region Southland einschließlich der größten Städte der Region, Invercargill und Gore. Auf den Southland Plains befindet sich mit das fruchtbarste Ackerland Neuseelands.
Die Ebene erstreckt sich vom Waiau River im Westen bis zum Mataura River, der im Osten die Grenze zu Otago bildet. Das Gebiet kann in drei größere Teile unterteilt werden: die eigentliche Southland Plain, die Waimea Plains und die Ebene im Westen nahe dem Waiau River.
Die Southland und Waimea Plains werden westlich von Gore vom Hochland der Hokonui Hills getrennt. Die Southland Plain liegt nördlich von Invercargill und wurde von mehreren großen Flüssen, dem Aparima River, Ōreti River und Makarewa River gebildet. Diese erstrecken sich hier etwa 45 km vom Landesinneren bis zur Küste der Foveaux Strait. Ihre Fläche beträgt fast 1500 km².
Nordöstlich von Invercargill erstrecken sich die Waimea Plains des Mataura River und seines Nebenflusses Waimea Stream bis zur Stadt Gore ins Land. Am südlichen Rand werden sie zur Awarua Plains, einem Gebiet von Sumpfland, das von der Umgebung von Bluff bis zum Fuß der Catlins im Osten reicht. Dieses Gebiet umfasst weitere 2000 km². 
Im Westen liegt eine dritte Ebene am Unterlauf und der Mündung des Waiau River. Diese kleinere Ebene wird von der Longwood Range und Tākitimu Mountains im Osten und Fiordland im Westen begrenzt.